# Виборчий округ 219
Виборчий округ 219 — виборчий округ в місті Києві. У сучасному вигляді був утворений 28 квітня 2012 постановою ЦВК № 82 (до цього моменту існувала інша система виборчих округів). Окружна виборча комісія цього округу розташовується в будівлі Святошинської районної в місті Києві державної адміністрації (актова зала) за адресою м. Київ, вул. Крамського, 10.
До складу округу входить частина Святошинського району (на південь від проспекту Берестейського, окрім територій, прилеглих до вулиці Оборони Києва). Виборчий округ 219 межує з округом 218 на півночі, з округом 223 на північному сході, з округом 222 на сході та з округом 95 на півдні і на заході. Виборчий округ № 219 складається з виборчих дільниць під номерами 800702-800780, 800823-800827 та 801106.

## Народні депутати від округу
| Ім'я                           | Фото | Партія               | Скликання | Дата набуття повноважень | Дата припинення повноважень |
| ------------------------------ | ---- | -------------------- | --------- | ------------------------ | --------------------------- |
| Бондаренко Володимир Дмитрович |      | Батьківщина          | 7-ме      | 12 грудня 2012           | 13 травня 2014              |
| Третьяков Олександр Юрійович   |      | Блок Петра Порошенка | 8-ме      | 27 листопада 2014        | 29 серпня 2019              |
| Тищенко Микола Миколайович     |      | Слуга народу         | 9-те      | 29 серпня 2019           |                             |

## Результати виборів

### Парламентські

#### 2019

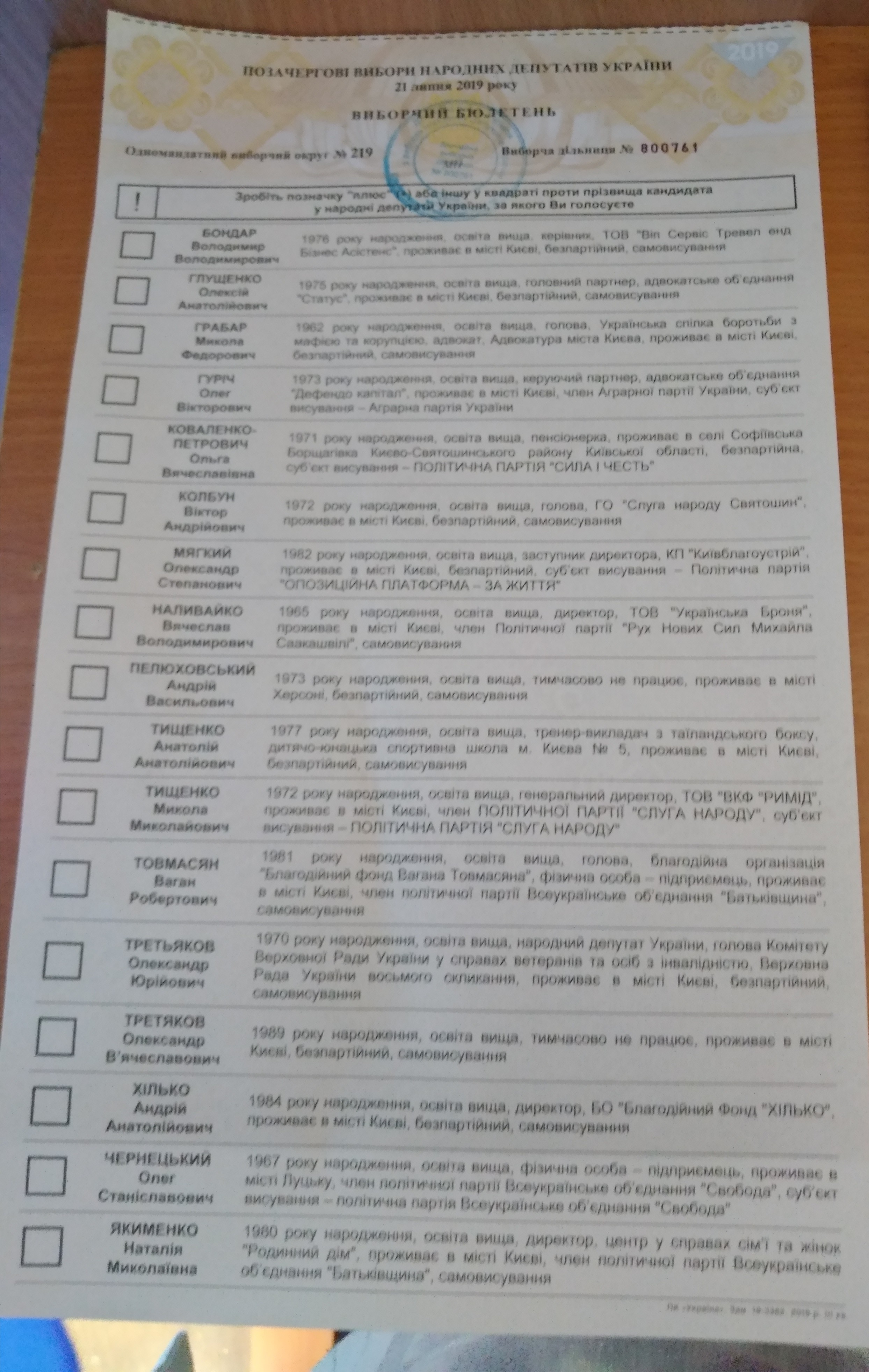
Бюлетень для голосування в одномандантому виборчому окрузі №219

Кандидати-мажоритарники:
- Тищенко Микола Миколайович (Слуга народу)
- Третьяков Олександр Юрійович (самовисування)
- Товмасян Ваган Робертович (самовисування)
- Чернецький Олег Станіславович (Свобода)
- Мягкий Олександр Степанович (Опозиційна платформа — За життя)
- Коваленко-Петрович Ольга Вячеславівна (Сила і честь)
- Якименко Наталія Миколаївна (самовисування)
- Грабар Микола Федорович (самовисування)
- Наливайко Вячеслав Володимирович (самовисування)
- Тищенко Анатолій Анатолійович (самовисування)
- Третяков Олександр В'ячеславович (самовисування)
- Колбун Віктор Андрійович (самовисування)
- Бондар Володимир Володимирович (самовисування)
- Хілько Андрій Анатолійович (самовисування)
- Гуріч Олег Вікторович (Аграрна партія України)
- Глущенко Олексій Анатолійович (самовисування)
- Пелюховський Андрій Васильович (самовисування)

#### 2014
Кандидати-мажоритарники:
- Третьяков Олександр Юрійович (Блок Петра Порошенка)
- Бондаренко Володимир Дмитрович (Батьківщина)
- Грабар Микола Федорович (самовисування)
- Бережний Володимир Павлович (Радикальна партія)
- Михайлова Раїса Василівна (Сильна Україна)
- Силенко Надія Іванівна (Національна демократична партія України)
- Гукалов Михайло Олександрович (Опозиційний блок)
- Денисюк Петро Сергійович (самовисування)
- Печерський Валерій Вікторович (самовисування)
- Данилейко Микола Віталійович (самовисування)
- Йожиков Сергій Леонідович (Блок лівих сил України)
- Флюнт Остап Орестович (самовисування)
- Дзюбенко Олена Олексіївна (Ліберальна партія України)
- Глущенко Олексій Анатолійович (самовисування)
- Беляк Ігор Георгійович (Сіріус)

#### 2012
Кандидати-мажоритарники:
- Бондаренко Володимир Дмитрович (Батьківщина)
- Пабат Олександр Вікторович (самовисування)
- Грабар Микола Федорович (самовисування)
- Трошин Сергій Михайлович (Партія регіонів)
- Шевченко Валентин Володимирович (Комуністична партія України)
- Савченко Віталій Анатолійович (самовисування)
- Сугоняко Олександр Анатолійович (самовисування)
- Миколаєнко Тарас Дмитрович (самовисування)
- Данилейко Микола Віталійович (самовисування)
- Поліщук Анатолій Анатолійович (Радикальна партія)
- Петрусюк Роман Миколайович (Україна — Вперед!)
- Хабібуллін Вадим Монев'ярович (самовисування)
- Антоненко Юлія Миколаївна (самовисування)
- Волошин Андрій Віталійович (самовисування)
- Гуменюк Наталія Володимирівна (самовисування)
- Яздаускас Маргарита Михайлівна (самовисування)
- Волковой Леонід Анатолійович (самовисування)
- Осінчук Остап Мирославович (самовисування)
- Курбацька Ніна Іванівна (самовисування)
- Вінічук Олександр Миколайович (самовисування)
- Трофімчик Павло Іванович (самовисування)
- Дьяконов Ігор Петрович (самовисування)
- Лащенко Микола Петрович (самовисування)
- Шишкін Геннадій Володимирович (самовисування)
- Гальченко Олександр Володимирович (самовисування)
- Пукас Олексій Опанасович (самовисування)
- Копистко Василь Васильович (самовисування)
- Линник Олег Миколайович (самовисування)
- Духота Іван Миколайович (самовисування)

## Явка
Явка виборців на окрузі: